# Apoteose
Apoteose betyder "ophøjelse til gud" (græsk). Apo betyder noget i retning af "fra" eller "bort". Teose er afledt af theos som betyder "gud". Bruges om et menneskes ophøjelse til gud, som det fx kunne ske i den græske mytologi. I dag bruges ordet også som forherligelse eller hyldest. Bruges også nedsættende.